# Walter R. Miles

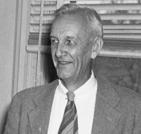
Walter R. Miles

Walter R. Miles (Walter Richard Miles; * 29. März 1885 in Silverleaf, North Dakota; † 15. Mai 1978) war ein US-amerikanischer Experimentalpsychologe.
Miles promovierte 1913 an der University of Iowa. Raymond Dodge (1871–1942) berief ihn an die Wesleyan University in Connecticut. Ab 1914 arbeitete Miles am Carnegie Nutrition Laboratory in Boston. Ab 1922 stand er dem experimentalpsychologischen Labor der Stanford University vor. 1932 war er Präsident der American Psychological Association. Von 1932 bis 1952 war er Professor an der Yale University. 1933 wurde er in die National Academy of Sciences und 1944 in die American Philosophical Society gewählt.
Miles arbeitete vor allem mit Ratten. Er untersuchte unter anderem die Wirkung von Alkohol auf ihr Verhalten. Er entwickelte verschiedene Labyrinth-Versuche. Zu seinen bedeutendsten Schülern zählt Neal E. Miller.
Walter R. Miles war in erster Ehe mit Elizabeth Kirk Miles verheiratet. Dieser Verbindung entstammt die 1913 geborene Kinderpsychologin und Judenretterin Marjorie Miles. Elizabeth Kirk Miles starb früh. 1927 heiratete Walter R. Miles seine Kollegin Catharine Cox.

## Veröffentlichungen
- Psychology of human variability. 1936